# Súng ngắn bán tự động
Súng ngắn bắn tự động hay súng ngắn phản lực là loại súng ngắn sử dụng sức mạnh của viên đạn bắn ra để tạo ra các chuyển động cần thiết để tự động nạp viên đạn mới. Khác với súng ngắn ổ xoay, chúng lợi dụng phản lực của thuốc đạn khi kim hỏa đập vào hạt nổ gây nổ tạo năng lượng đẩy đầu đạn bay đi, đồng thời đẩy khối trượt (bộ phận có tác dụng giữ nòng súng và kim hỏa, nạp đạn...) về phía sau, khi trượt qua viên đạn trong băng đạn sẽ "kéo" viên đạn này vào vị trí sẵn sàng cho phát đạn mới.
Có nhiều cách để sử dụng nguồn năng lượng do viên đạn tạo ra để nạp đạn tự động như blowback, nạp đạn bằng độ giật, nạp đạn bằng khí nén. Súng ngắn bán tự động chỉ bắn từng viên chứ không có chế độ bắn tự động, nhưng vì có khả năng nạp đạn tự động nên súng cũng có thể sửa chữa lại một số chi tiết để trở thành súng tiểu liên hay súng ngắn liên thanh nhưng nó sẽ đòi hỏi thiết kế phải chịu được lực và nhiệt do bắn liên thanh tạo ra cũng như ít có luật nước nào chấp nhận việc dân chúng có thể mua súng tự động hay tự chế dựa trên các khẩu súng bán tự động.

## Hình ảnh

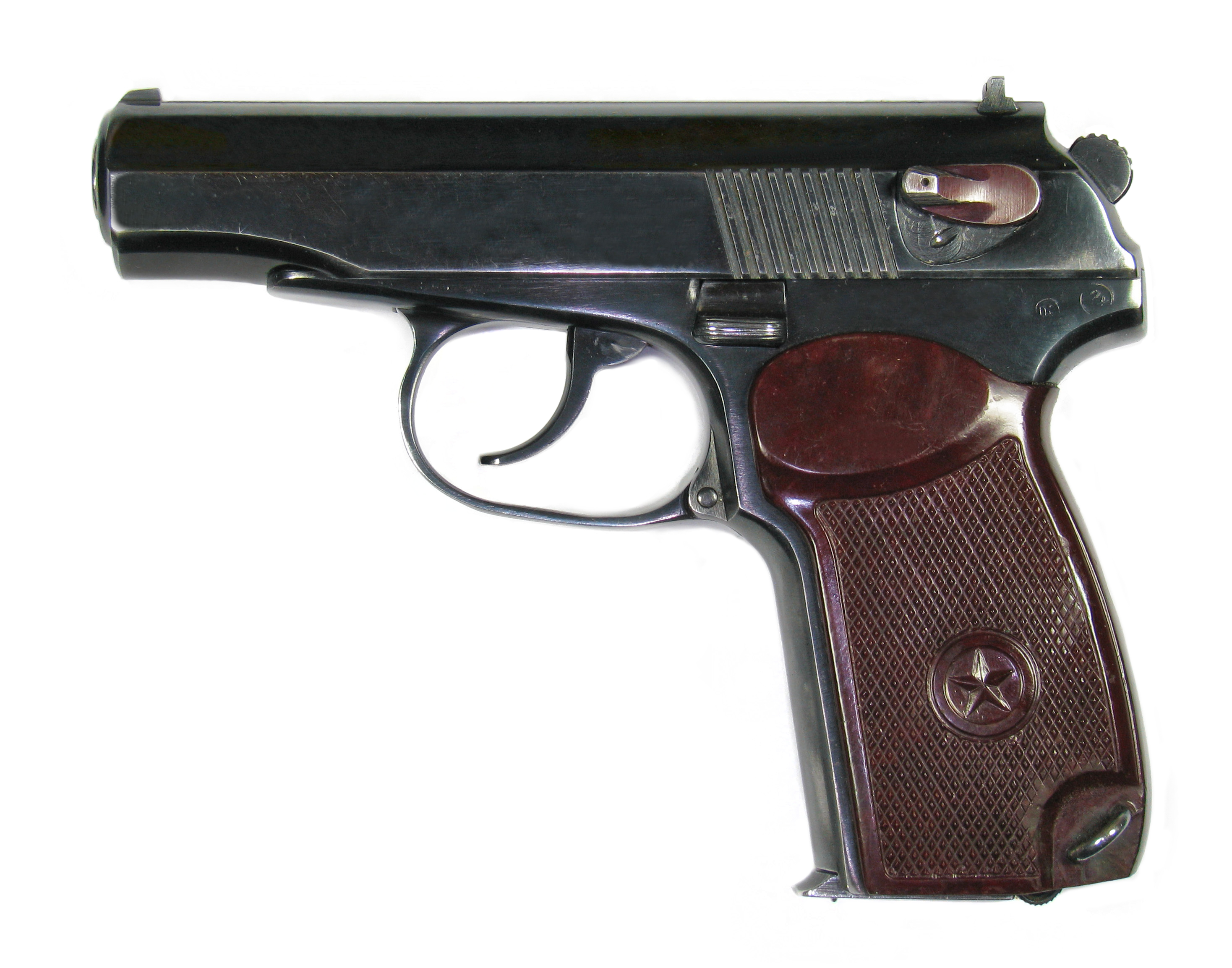
Makarov PM (K-59)
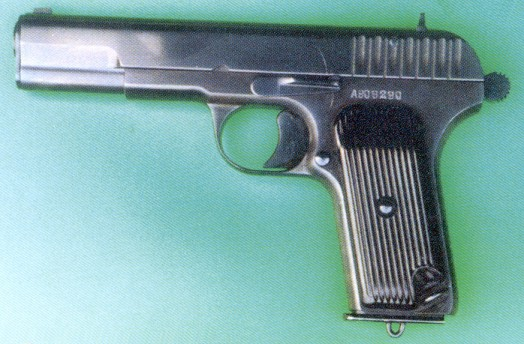
TT-33 (K-54)
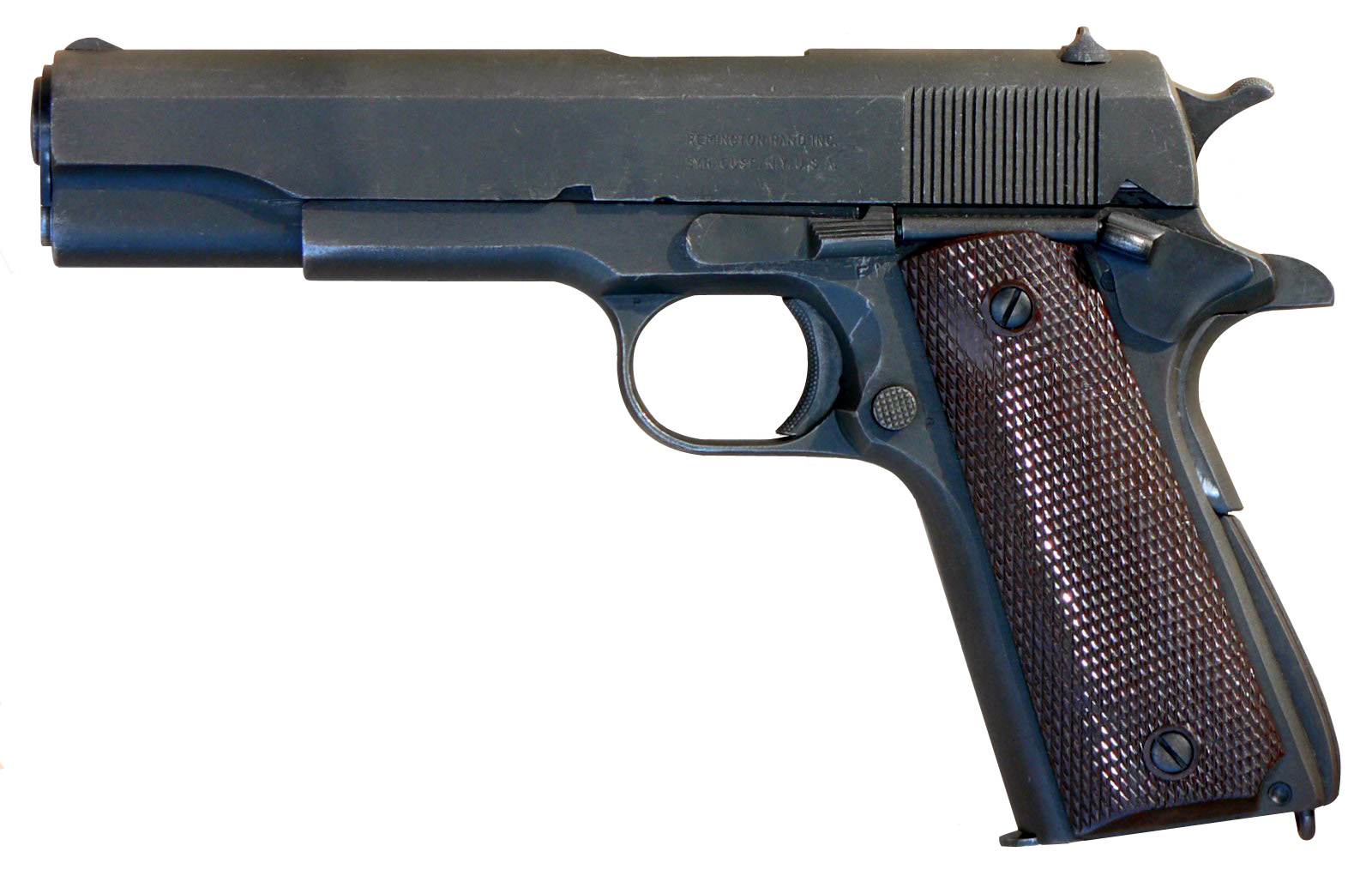
M1911A1
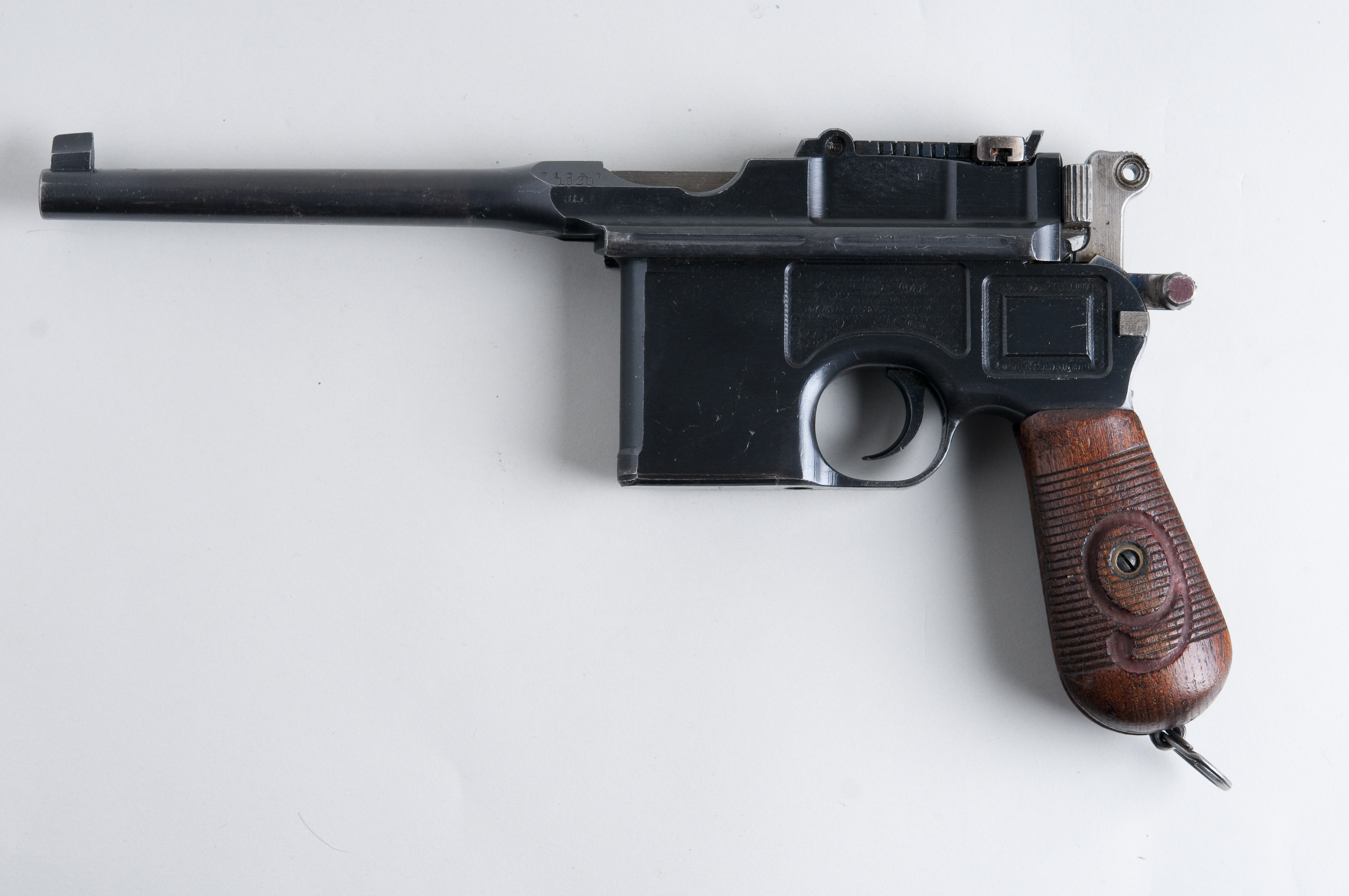
Mauser C96
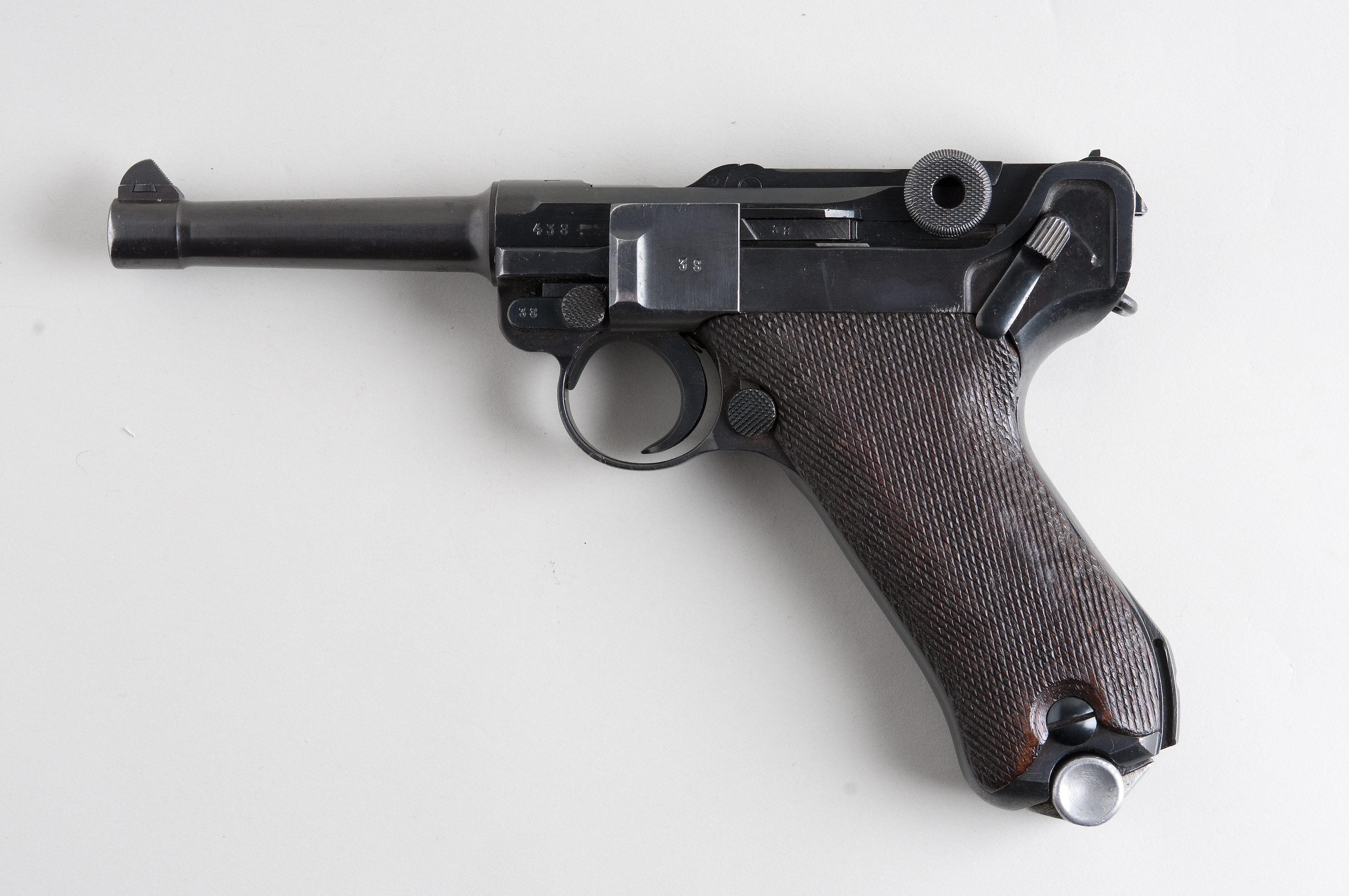
Luger P08
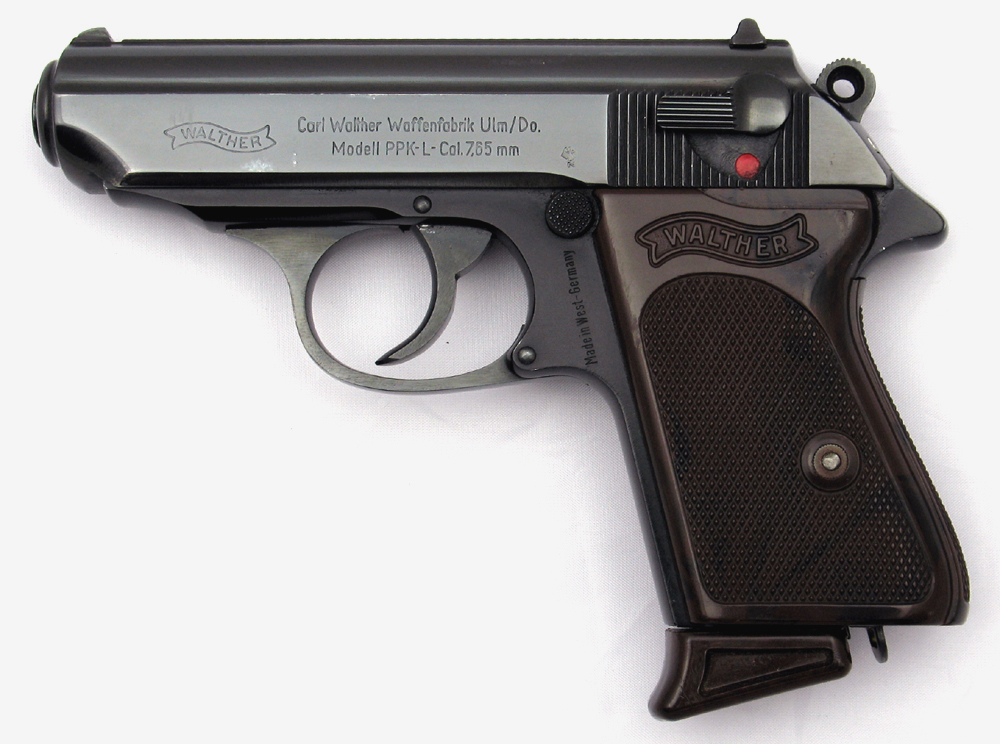
Walther PPK
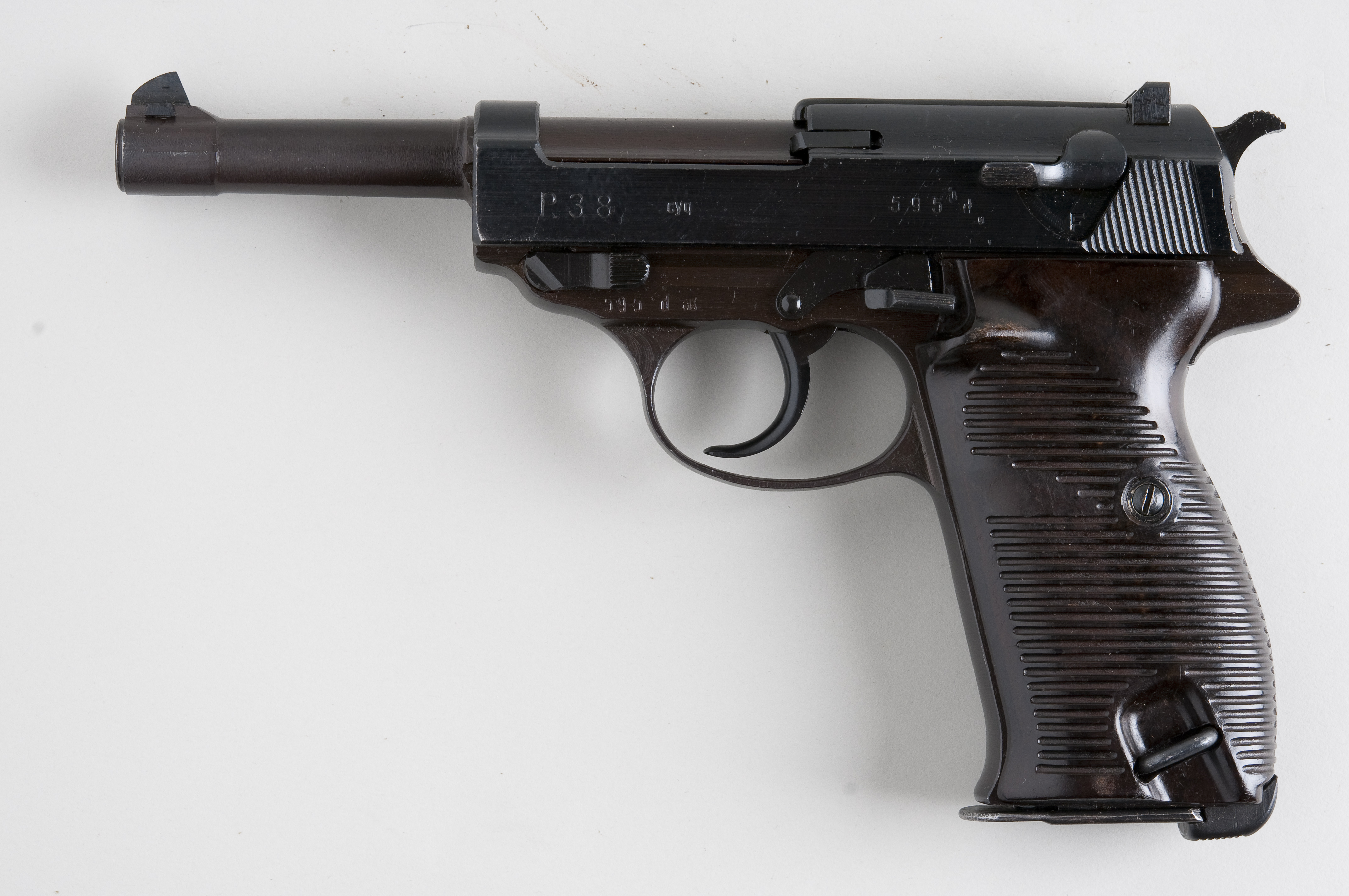
Walther P38
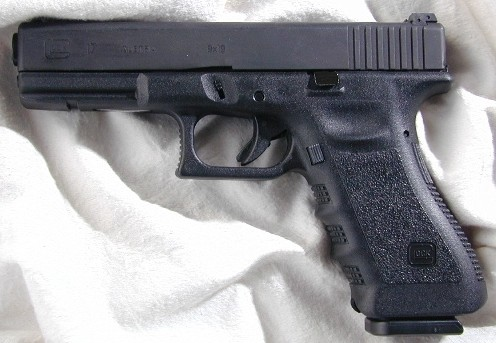
Glock 17
FN 57FN 57
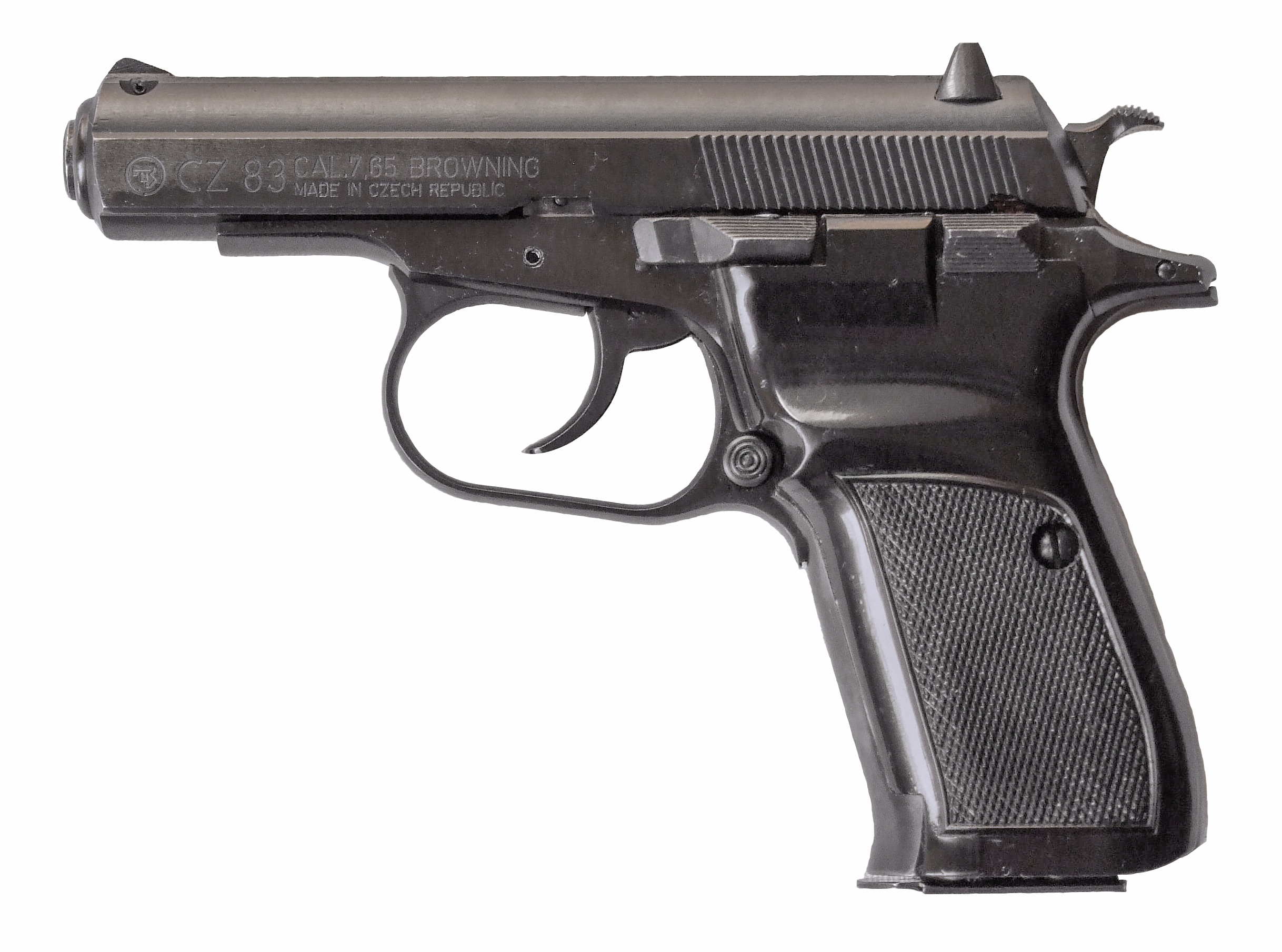
CZ-83
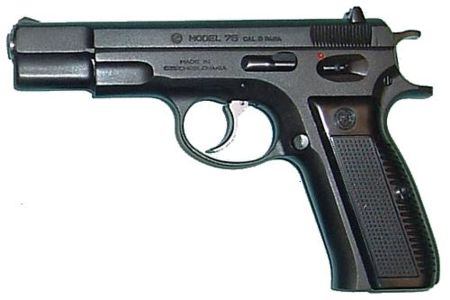
CZ-75
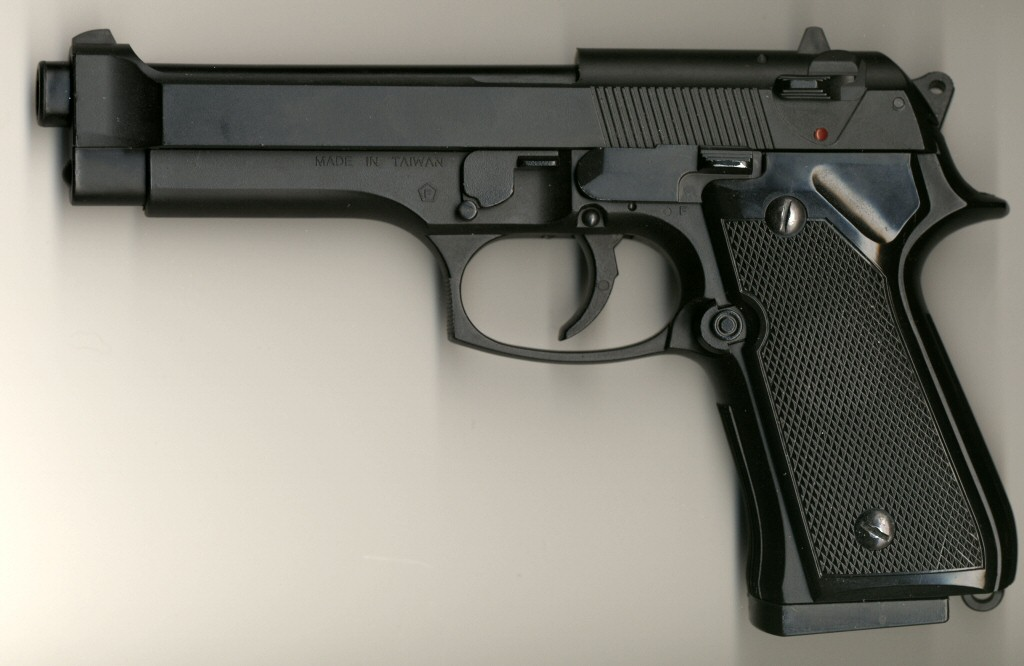
Beretta 92
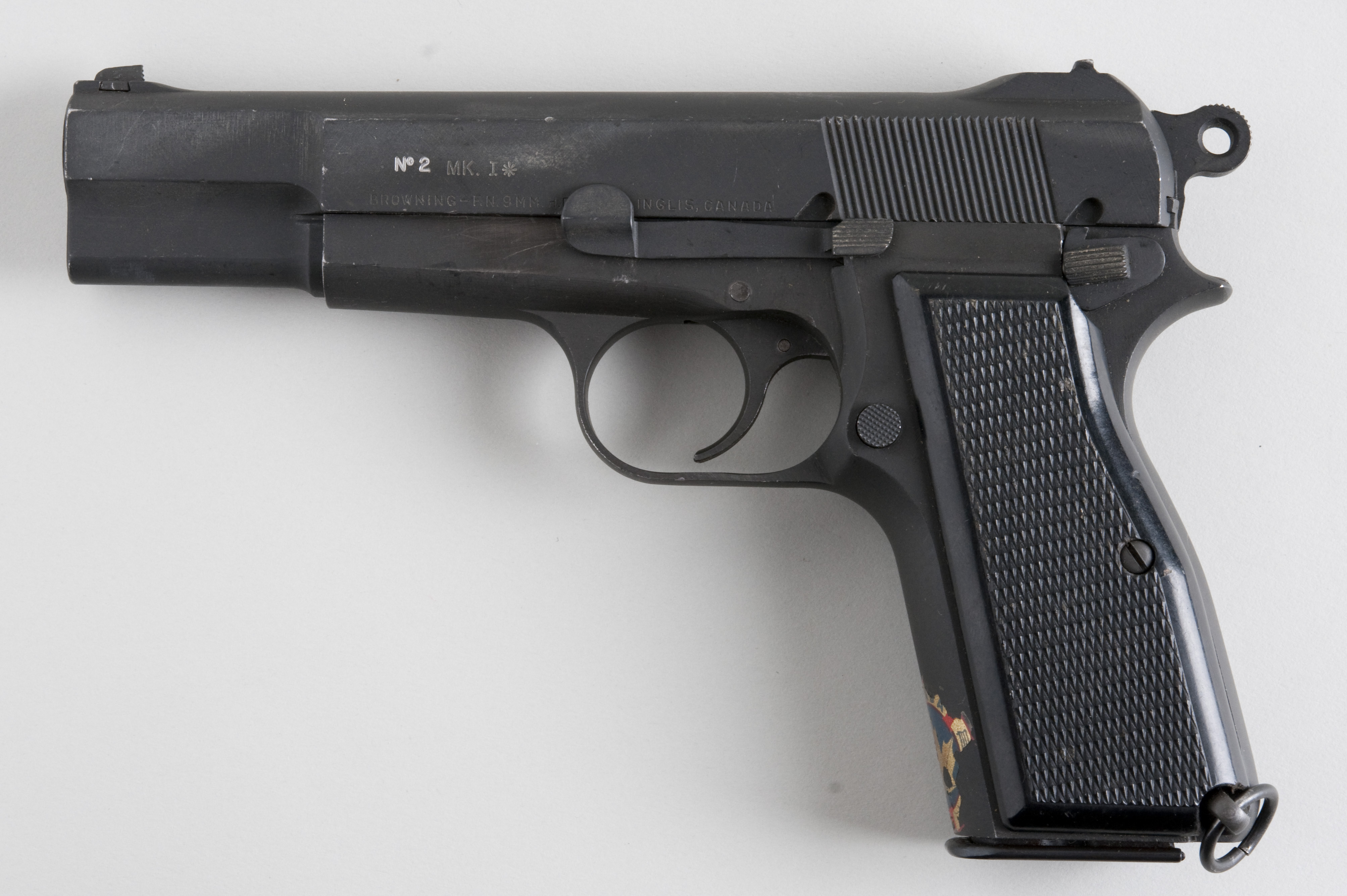
Browning Hi-Power
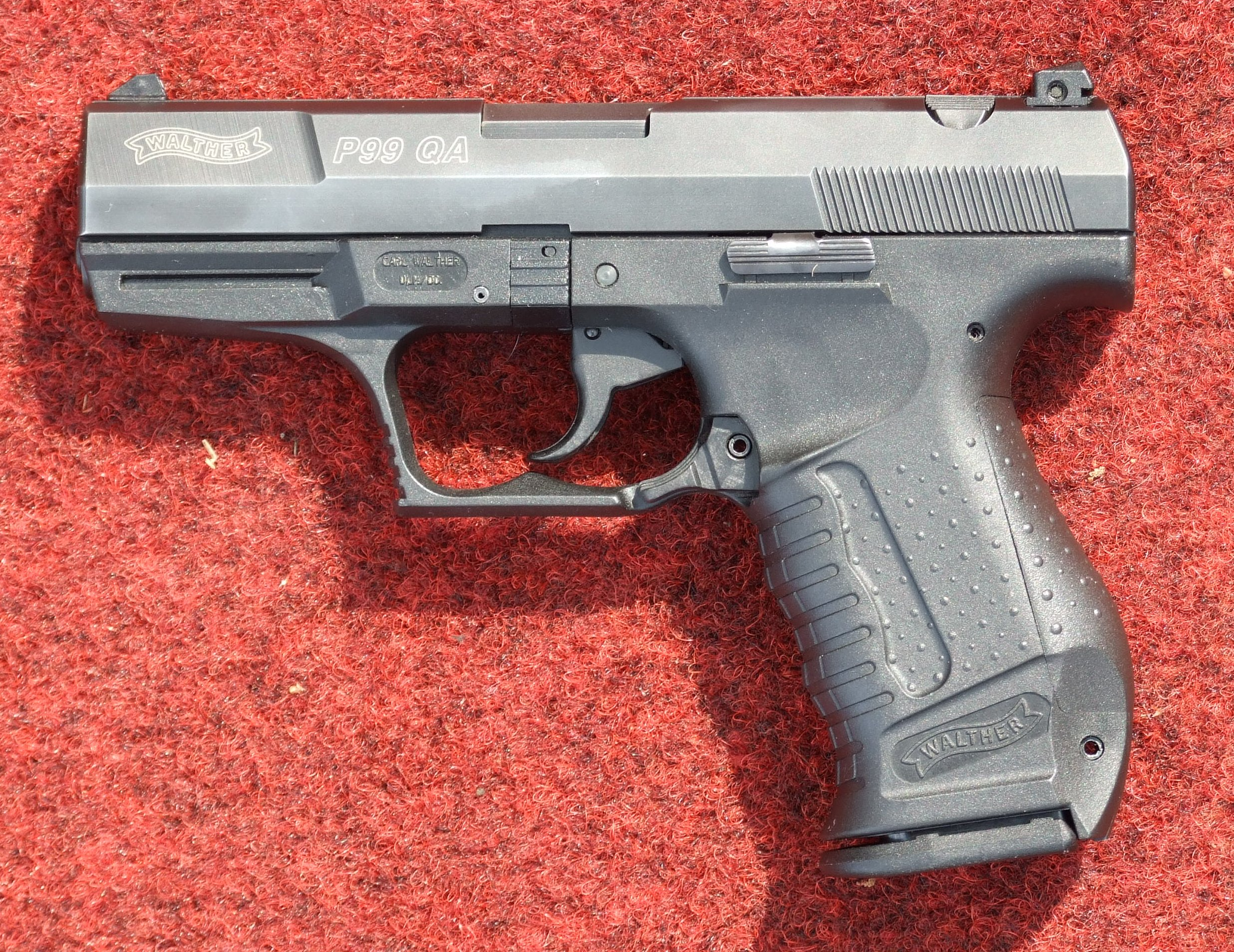
Walther P99
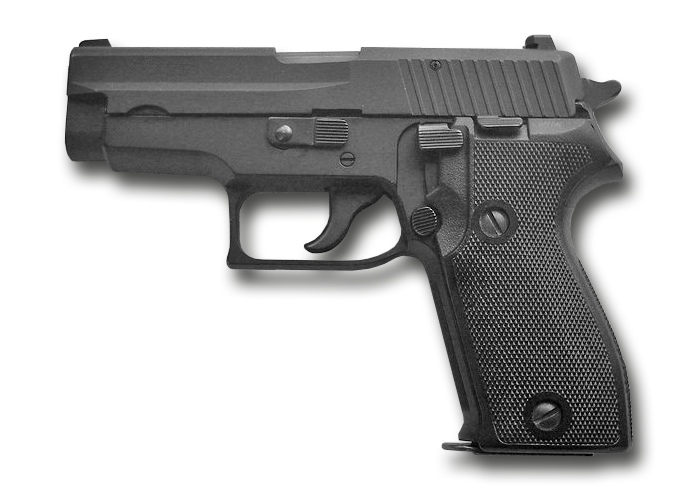
SIG Sauer P220
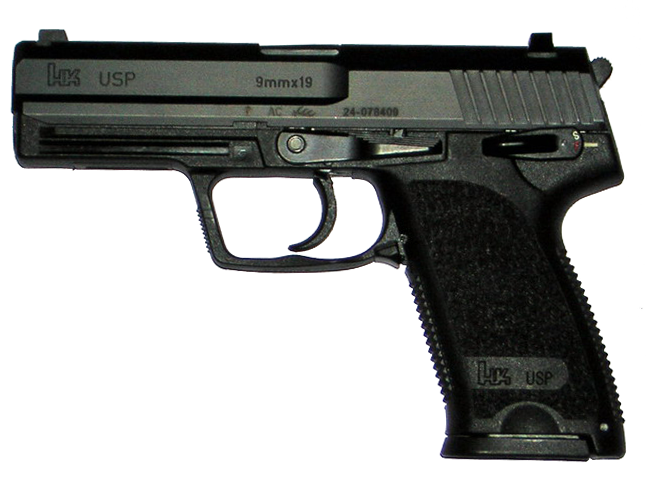
Heckler & Koch USP
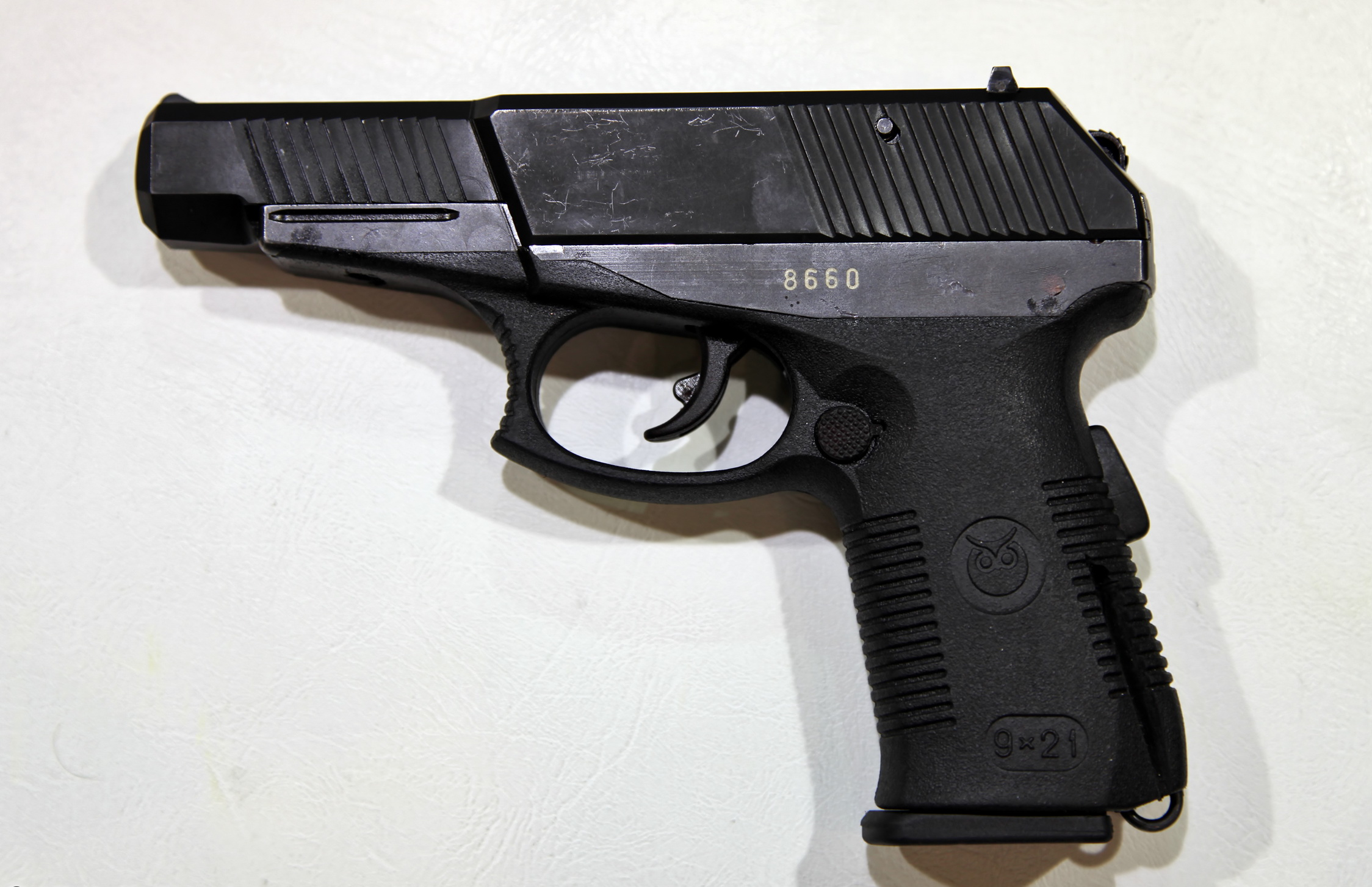
SR-1 Vector
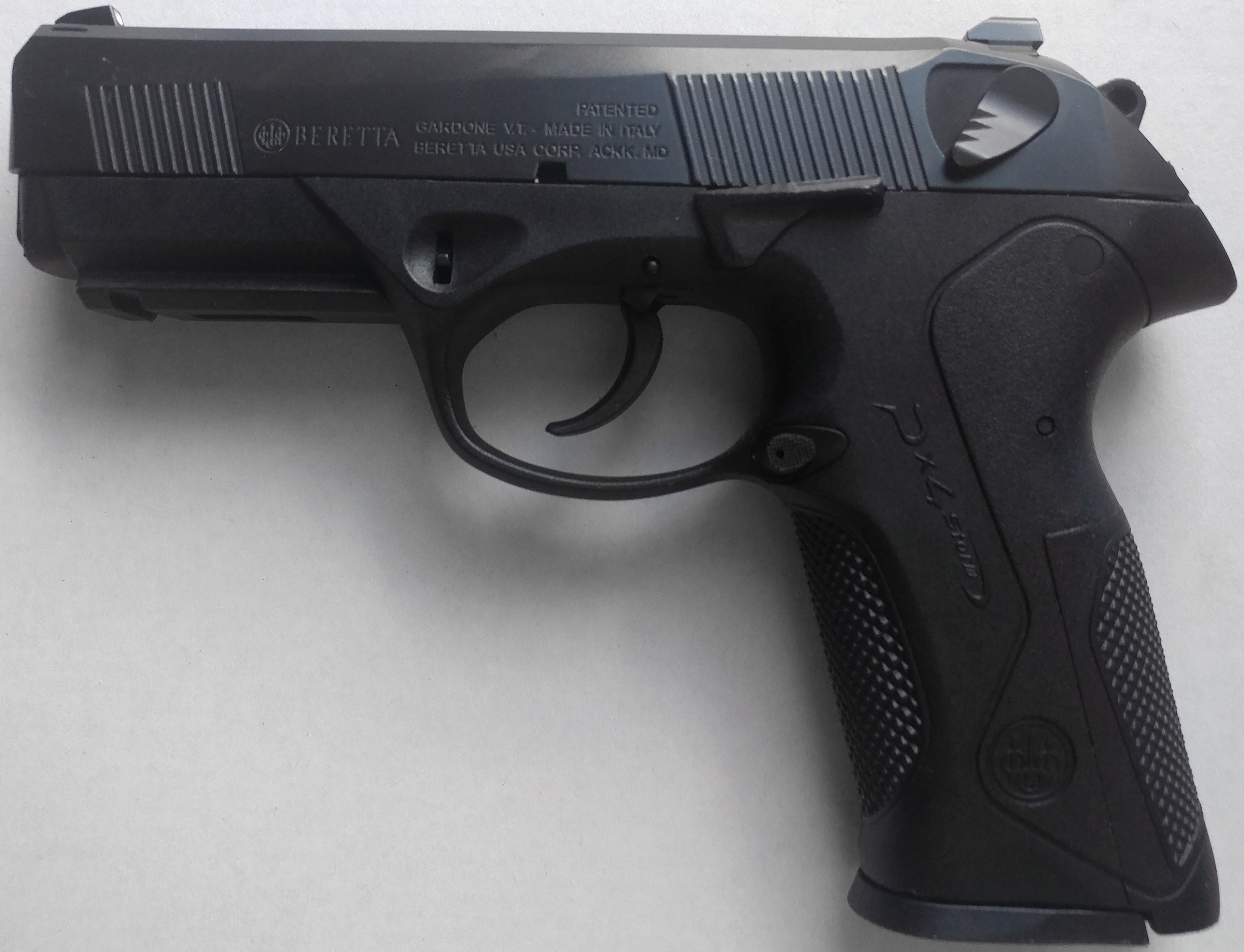
Beretta PX4 Storm
Desert EagleDesert Eagle
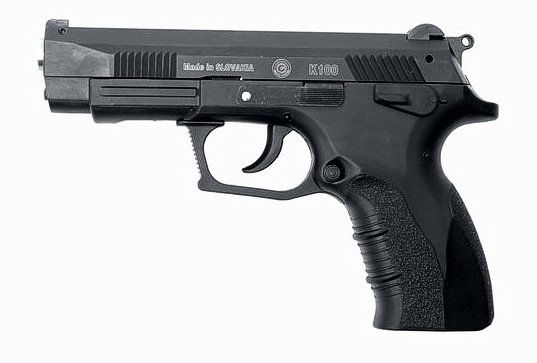
Grand Power K100
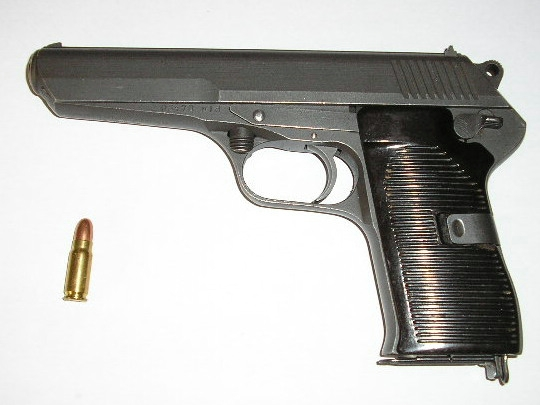
CZ 52